# Regiunea Autonomă a Atlanticului de Sud
Regiunea Autonomă a Atlanticului de Sud este una dintre cele 17  unități administrativ-teritoriale de gradul I  ale statului  Nicaragua. Are o populație de 306.510 locuitori (2005). Reședința sa este orașul Bluefields.